# Kukša Oděský
Velebný Kukša Oděský, rusky Преподобный Кукша Одесский (ve světě známý spíše pod svým občanským jménem Kosma Veličko Косьма Величко, 25. ledna 1875 —1964) je světec Ukrajinské pravoslavné církve, blahoslavený, схиигумен. Pamětní den 16. září v den získání ostatků (UPC), 11. prosince v den skonání (UPC), v Chrámu ruských novomučedníků a kajícníků.
Velebný Kukša se narodil 12. ledna (25. podle nového kalendáře) 1875 ve vesničce Arbuzinka Chersonského újezdu v Nikolajevské gubernii v rodině Kyrilla a Charitiny a byl pokřtěn jménem Kosma. V rodině byli ještě dva synové: Fjodor a Ioann, a dcera Marie.
Roku 1895 se s poutníky vydal na cestu do Svaté země. Po půlroce prožitém v Jeruzalémě navštívil Kosma svatou horu Athos. Tady se zrodilo jeho přání stát se mnichem, poté se vrátil do vlasti, aby získal požehnání rodičů. V roce 1896 přišel Kosma na Athos stal se novicem v ruském Panteleonském klášteře.